# Виртуозы
«Виртуо́зы» (англ. Hustle) — британский телесериал Тони Джордана, транслировавшийся на телеканале BBC One с 24 февраля 2004 года по 17 февраля 2012 года. В каждой серии группа обаятельных мошенников с целью экспроприации незаконно нажитых средств у малосимпатичных личностей разрабатывает и претворяет в жизнь умопомрачительные комбинации.

## Сюжет
Сериал описывает жизнь группы мошенников, зарабатывающих на жизнь выманиванием денег у богатых жителей Туманного Альбиона. Умело совмещая свои навыки, дерзкая пятерка с каждой серией проявляет все больше изобретательности для получения легких денег. Серии построены согласно общему стандарту: поиск потенциального клиента, разработка легенды, воплощение командой разработанной схемы в жизнь и финал, как правило, счастливый для мошенников и печальный для жертвы. Подготовленная легенда предлагает жертве участвовать в мероприятии, сулящем высокий процент прибыли. Одна лишь проблема — мероприятие, предлагаемое мошенниками, не совсем законно. Решение об участии всегда остается на стороне жертвы, без принуждения. Так как у мошенников существует свой кодекс чести, операции осуществляются исключительно с нечистыми на руку богачами.

## В ролях
= Главная роль в сезоне
     = Гостевая роль в сезоне
     = Не появляется
| Актёр            | Персонаж                 | Появление в сезонах | Появление в сезонах | Появление в сезонах | Появление в сезонах | Появление в сезонах | Появление в сезонах | Появление в сезонах | Появление в сезонах | Появление в сезонах |
| Актёр            | Персонаж                 | 1                   | 2                   | 3                   | 4                   | 5                   | 6                   | 7                   | 8                   | Эпизоды             |
| ---------------- | ------------------------ | ------------------- | ------------------- | ------------------- | ------------------- | ------------------- | ------------------- | ------------------- | ------------------- | ------------------- |
| Эдриан Лестер    | Майкл «Мики Брикс» Стоун | 6                   | 6                   | 6                   |                     | 6                   | 6                   | 6                   | 6                   | 42                  |
| Марк Уоррен      | Дэнни Блю                | 6                   | 6                   | 6                   | 6                   |                     |                     |                     | 1                   | 25                  |
| Роберт Гленистер | Эш «Три носка» Морган    | 6                   | 6                   | 6                   | 6                   | 6                   | 6                   | 6                   | 6                   | 48                  |
| Джейми Мюррей    | Стейси Монро             | 6                   | 6                   | 6                   | 6                   |                     |                     |                     | 1                   | 25                  |
| Роберт Вон       | Альберт Строллер         | 6                   | 6                   | 6                   | 6                   | 5                   | 6                   | 6                   | 6                   | 47                  |
| Роб Джервис      | Эдди                     | 6                   | 6                   | 6                   | 4                   | 6                   | 6                   | 6                   | 6                   | 46                  |
| Эшли Уолтерс     | Билли Бонд               |                     |                     |                     | 5                   |                     |                     |                     |                     | 5                   |
| Мэтт Ди Анджело  | Шон Кеннеди              |                     |                     |                     |                     | 6                   | 6                   | 6                   | 6                   | 24                  |
| Келли Адамс      | Эмма Кеннеди             |                     |                     |                     |                     | 6                   | 6                   | 6                   | 6                   | 24                  |
| Всего эпизодов   | Всего эпизодов           | 6                   | 6                   | 6                   | 6                   | 6                   | 6                   | 6                   | 6                   | 48                  |

- Майкл «Мики Брикс» Стоун (Эдриан Лестер) — лидер группы, генерирующий схемы мошенничества. Амбициозный, умный и отвязный аферист. С детства Мики наблюдал за отцом, ведущим честный образ жизни и ожидающего выхода на пенсию, которого раздавила «система». Именно это было причиной выбора Мики стать аферистом. Все поступки и решения Мики взвешены, обдуманны и, что является его отличительной чертой, имеют всегда запасное решение. В первых трех сезонах Мики противопоставится горячему и спонтанному Дэнни. В начальных эпизодах показан намек на романтические отношения между Мики и Стейси (ходят слухи, что «у них когда-то что-то было»), в более поздних — отношения между Мики и Эммой. В четвёртом сезоне Мики не участвует и лишь вскользь упоминается, что он уехал в Сидней продавать Сиднейский оперный театр. Пока Мики не было в четвёртом сезоне, роль руководителя группы взял на себя Дэнни Блю. Первая серия пятого сезона показывает каким образом Мики теряет деньги в Австралии и возвращается в команду[2].
- Дэнни Блю (Марк Уоррен) — молодой мошенник-любитель, которого группа берет под своё крыло. В первом сезоне сериала Дэнни знакомится с Мики, вступает в команду и старается заработать авторитет среди коллег. Команда Мики — это «счастливый билет в жизнь» для такого мелкого мошенника, как Дэнни. Позже, с развитием сюжетной линии сериала в команде возникает дух соперничества между Мики и Дэнни. Осторожному и внимательному к деталям Мики противопоставляется дерзкий и контрастный Дэнни[2].
- Эш «Три носка» Морган (Роберт Гленистер) — член команды, отвечающий за «место и оборудование». Персонаж Гленистера изображается, как всесторонне развитая личность, способная разобраться в технических вопросах и обеспечить любую технологическую поддержку команде, когда это необходимо.
- Стейси Монро (Джейми Мюррей) — очаровательная и обольстительная часть команды. Появляется и использует свои очарование и привлекательность для обработки потенциальной жертвы. Параллельно Стейси является банкиром команды и, при необходимости, помогает собрать необходимую наличность. Будучи ранее замужем и обманута своим мужем-мошенником, Стейси осторожна в своих отношениях с противоположным полом, но не упускает случая позволить за собой приударить[3].
- Альберт Строллер (Роберт Вон) — самый старший член команды, представитель «старой школы». Строллер изображается, как старейшина команды со своими закостенелыми привычками, создающими порой грандиозные проблемы для команды. Мики Брикса Альберт заметил ещё в юности, разглядев в том небывалый потенциал мошенника.
- Эдди (Роб Джервис) — владелец «Бара Эдди», преимущественными посетителями которого является команда Мики. У членов команды зачастую обнаруживаются огромные долги перед баром, громко освещаемыми Эдди. В сериале вопрос разрешения долгов рассматривается параллельно с проворачиваемым «делом» и имеет, зачастую, важное и поучительное значение в конце эпизода.
- Билли Бонд (Эшли Уолтерс) — мошенник-новичок, который присоединяется к команде, когда Мики уезжает в Австралию, а Дэнни берёт на себя руководство командой. В пятом сезоне, когда Дэнни и Стейси уезжают в США, он по всей видимости присоединяется к ним. Однако в отличие от них, персонаж Билли не появляется в финальной серии сериала.
- Шон Кеннеди (Мэтт Ди Анджело) и Эмма Кеннеди (Келли Адамс) — персонажи, заменившие героев Дэнни Блю и Стейси Монро. Шон и Эмма, брат и сестра, были отданы в детский дом после того, как их мать умерла. Со временем они стали мошенниками, не такими опытными как остальная команда, однако весьма талантливыми и находчивыми. Между Мики и Эммой вспыхивают чувства.

## Эпизоды
| Сезон | Сезон | Эпизоды | Оригинальная дата показа | Оригинальная дата показа |
| Сезон | Сезон | Эпизоды | Премьера сезона          | Финал сезона             |
| ----- | ----- | ------- | ------------------------ | ------------------------ |
|       | 1     | 6       | 24 февраля 2004          | 30 марта 2004            |
|       | 2     | 6       | 29 марта 2005            | 3 мая 2005               |
|       | 3     | 6       | 10 марта 2006            | 14 апреля 2006           |
|       | 4     | 6       | 3 мая 2007               | 7 июня 2007              |
|       | 5     | 6       | 8 января 2009            | 12 февраля 2009          |
|       | 6     | 6       | 4 января 2010            | 8 февраля 2010           |
|       | 7     | 6       | 7 января 2011            | 18 февраля 2011          |
|       | 8     | 6       | 13 января 2012           | 17 февраля 2012          |